# 4-Legs
株式会社フォーレッグス（英称：4-Legs）は音響効果と番組制作を手がける会社。

## 概要
- 1986年（昭和61年）10月1日：第一音響から派生。
- 社名は設立メンバーが4人だったことから。

## 所属スタッフ

### 音響効果
- 佐藤昭（社長）
- 温水義成
- 野呂楓子

### 制作
- 安藤厚司（プロデューサー）
- 橋爪均（プロデューサー）
- 鈴木雅視（演出）
- 栗原真（演出兼ディレクター）

- 原口紗也加（デスク）

## 元所属スタッフ
- 中田圭三（CODE/CHORDへ）
- 西野有彦（バックヤードスタヂオ設立）
- 川端智之（G'z Factory設立）
- 西山知史
- 若月正幸
- 古屋ノブマサ（G'z Factoryへ）
- 坂本洋子（バックヤードスタヂオ）
- 斉藤信之（J-WORKSへ移籍、その後モアバウンスサウンドへ）
- 天野孝弘 (退職)
- 阿多野正美
- 安原裕人（graspへ設立）
- 中村由紀（プロデューサー、スタッフラビへ移籍）
- 児玉芳郎（制作部プロデューサー、フジテレビへ移籍）
- 飛田麻美子 (退社)
- 大平拓也（FREEDへ）

## 主な担当実績
※印は制作・スタッフ協力番組。（特に記述がない場合はフジテレビ）